# Nepenthes densiflora
Nepenthes densiflora är en tvåhjärtbladig växtart som beskrevs av Danser. Nepenthes densiflora ingår i släktet Nepenthes och familjen Nepenthaceae. Inga underarter finns listade i Catalogue of Life.

## Bildgalleri

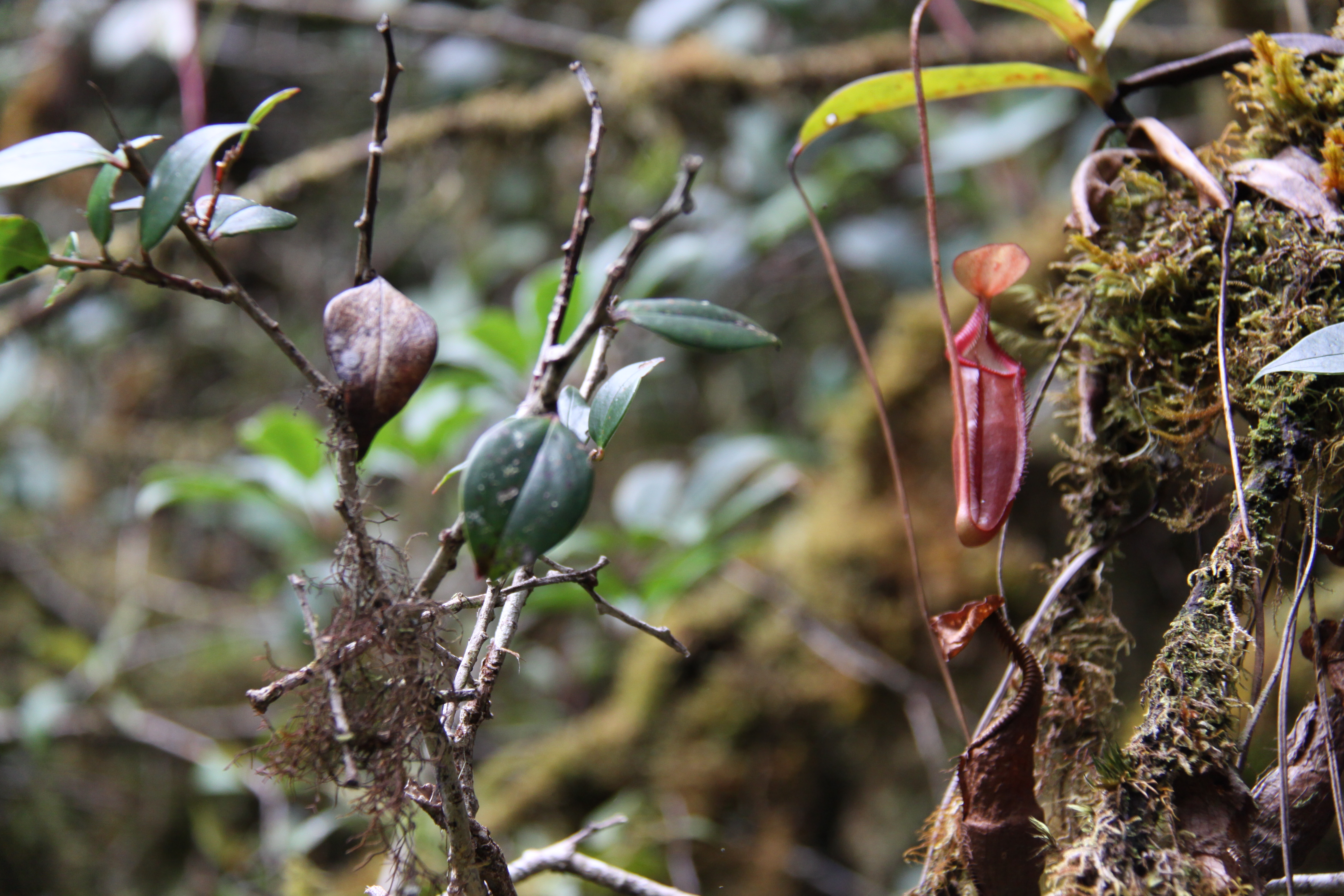
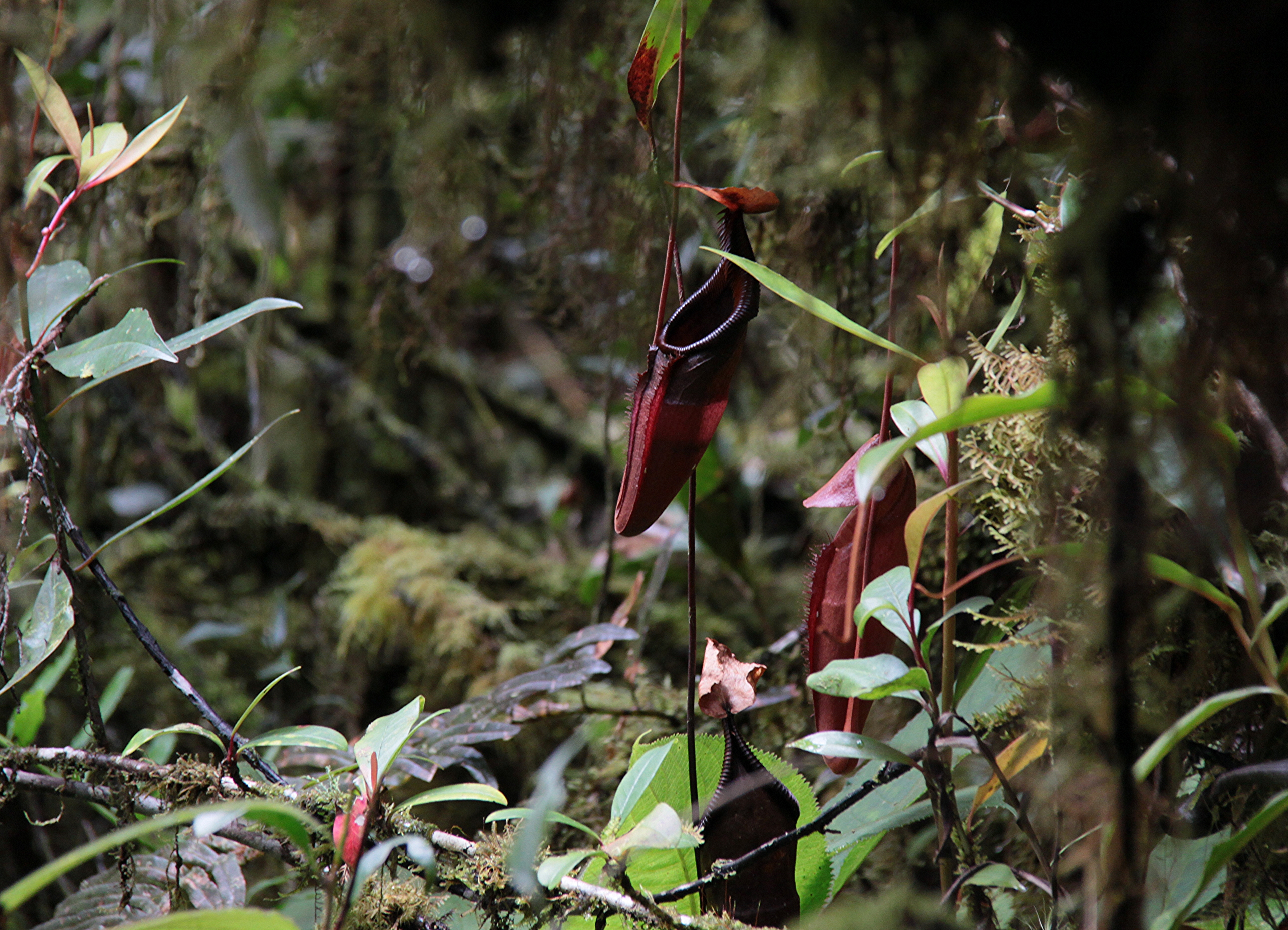
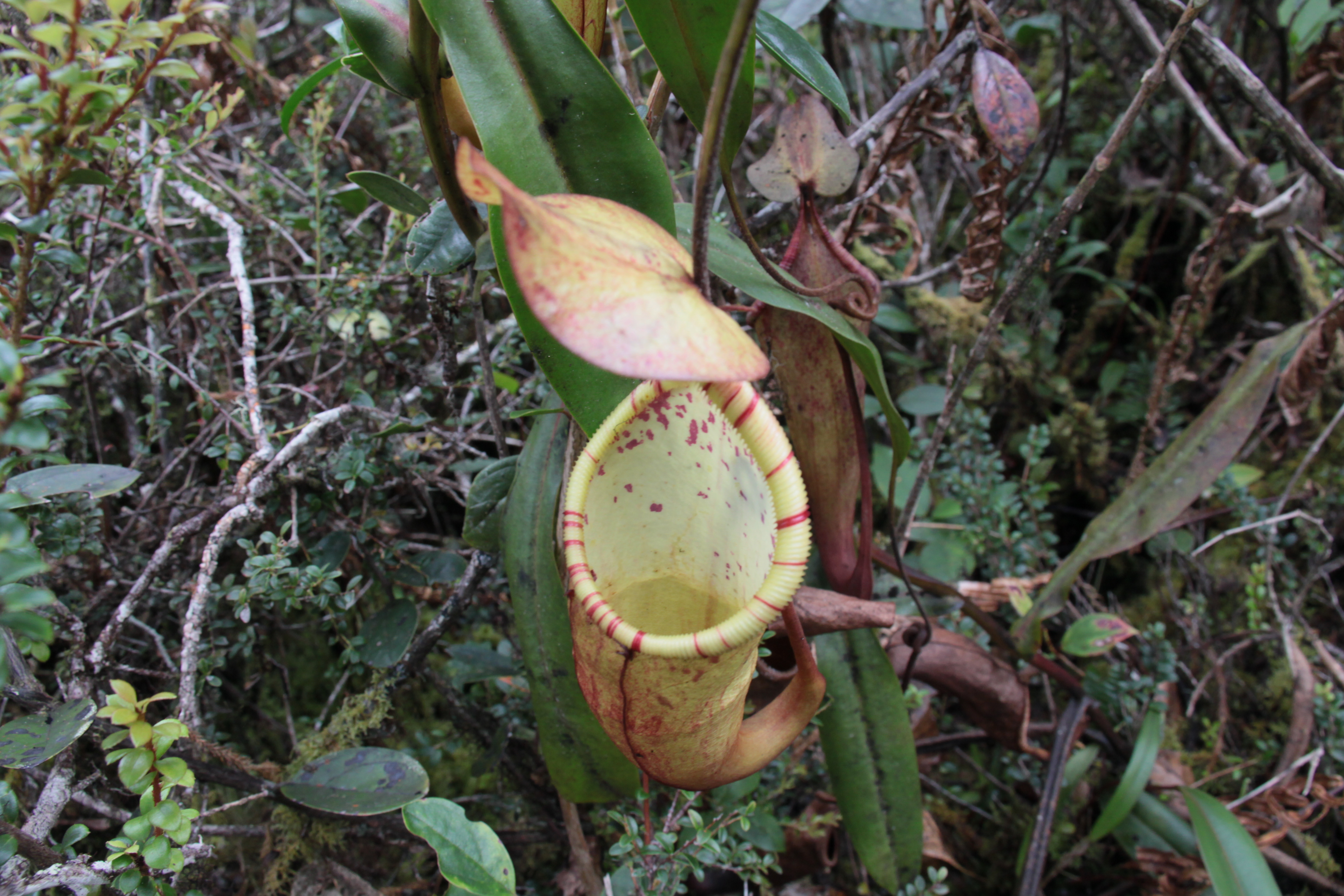
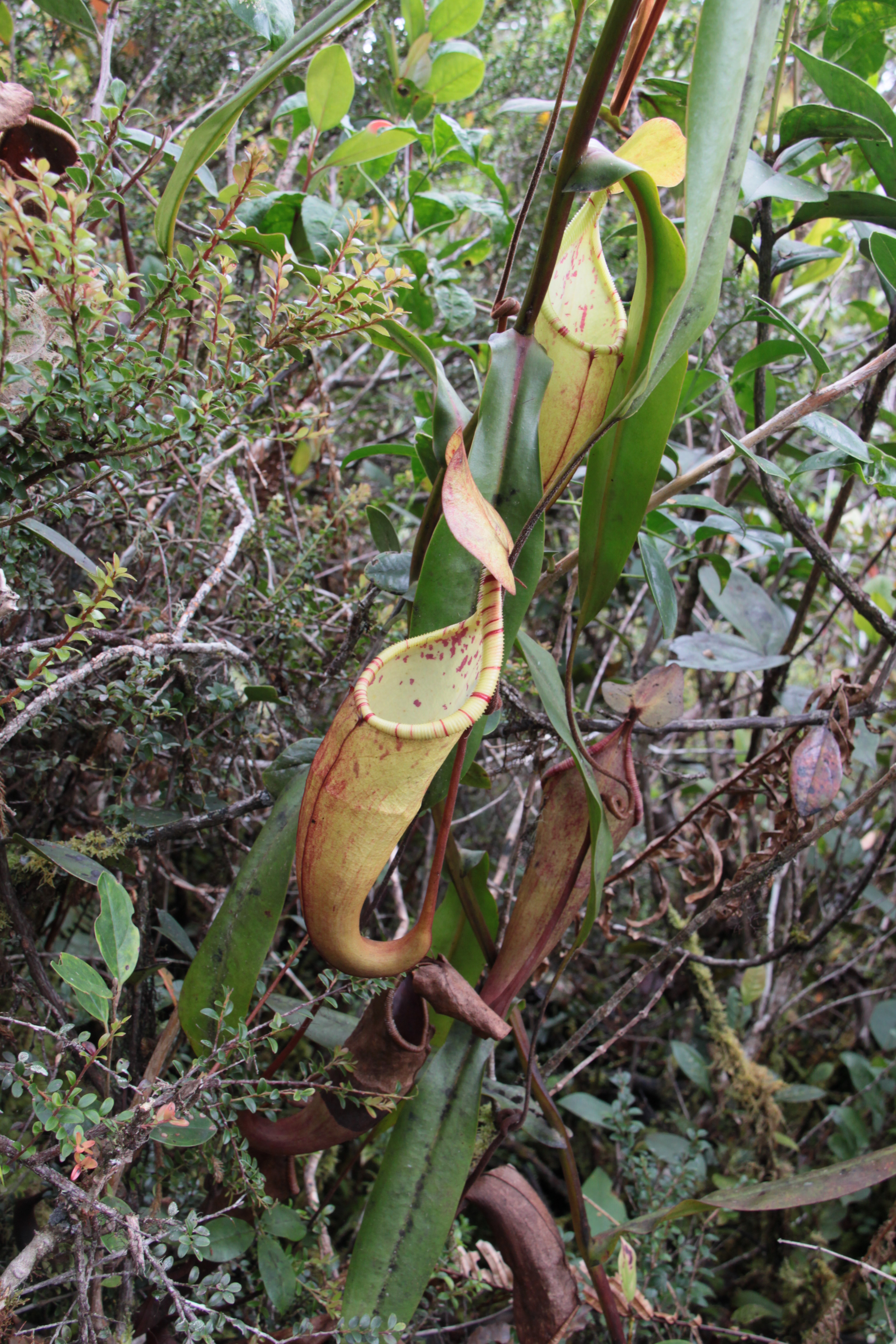
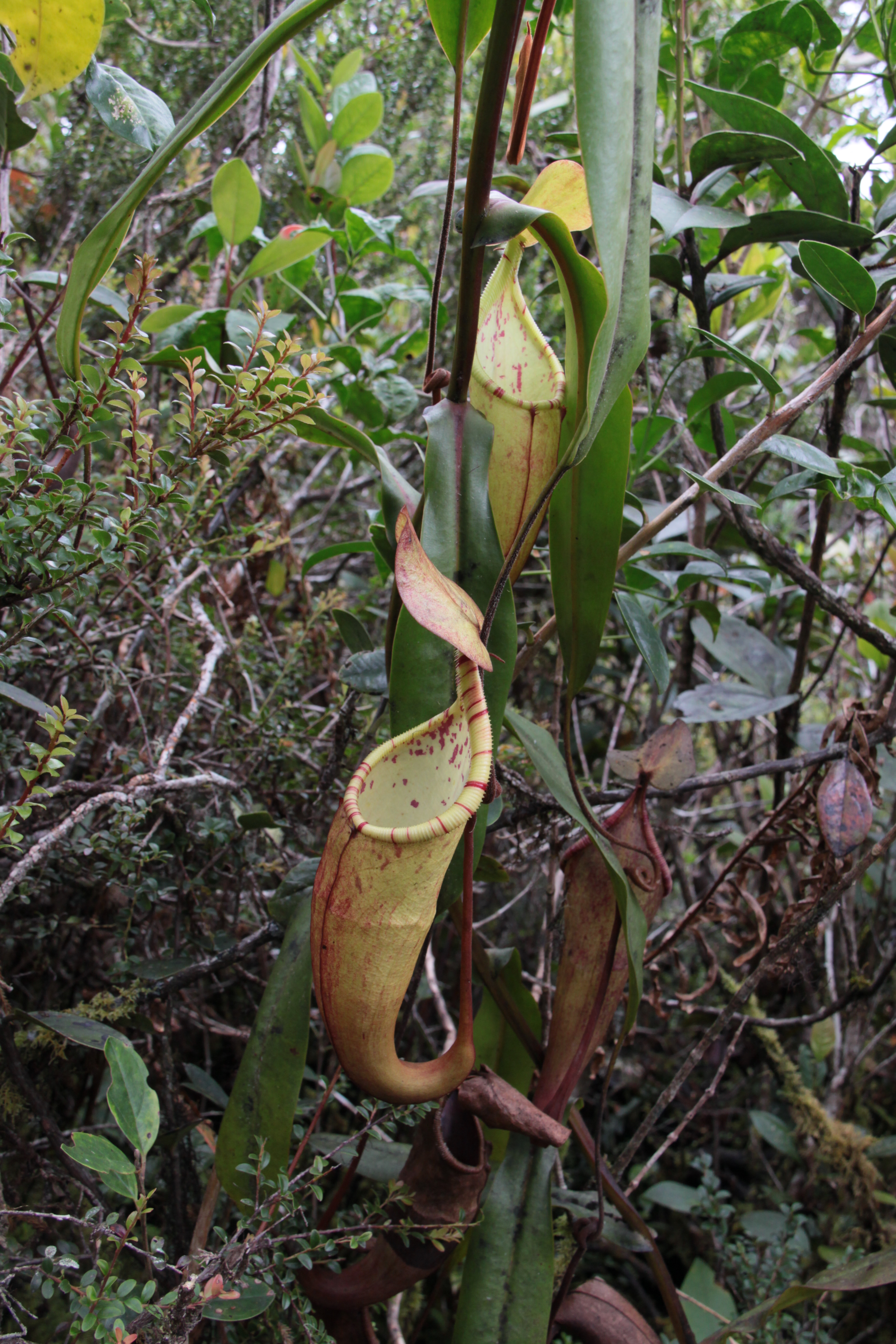
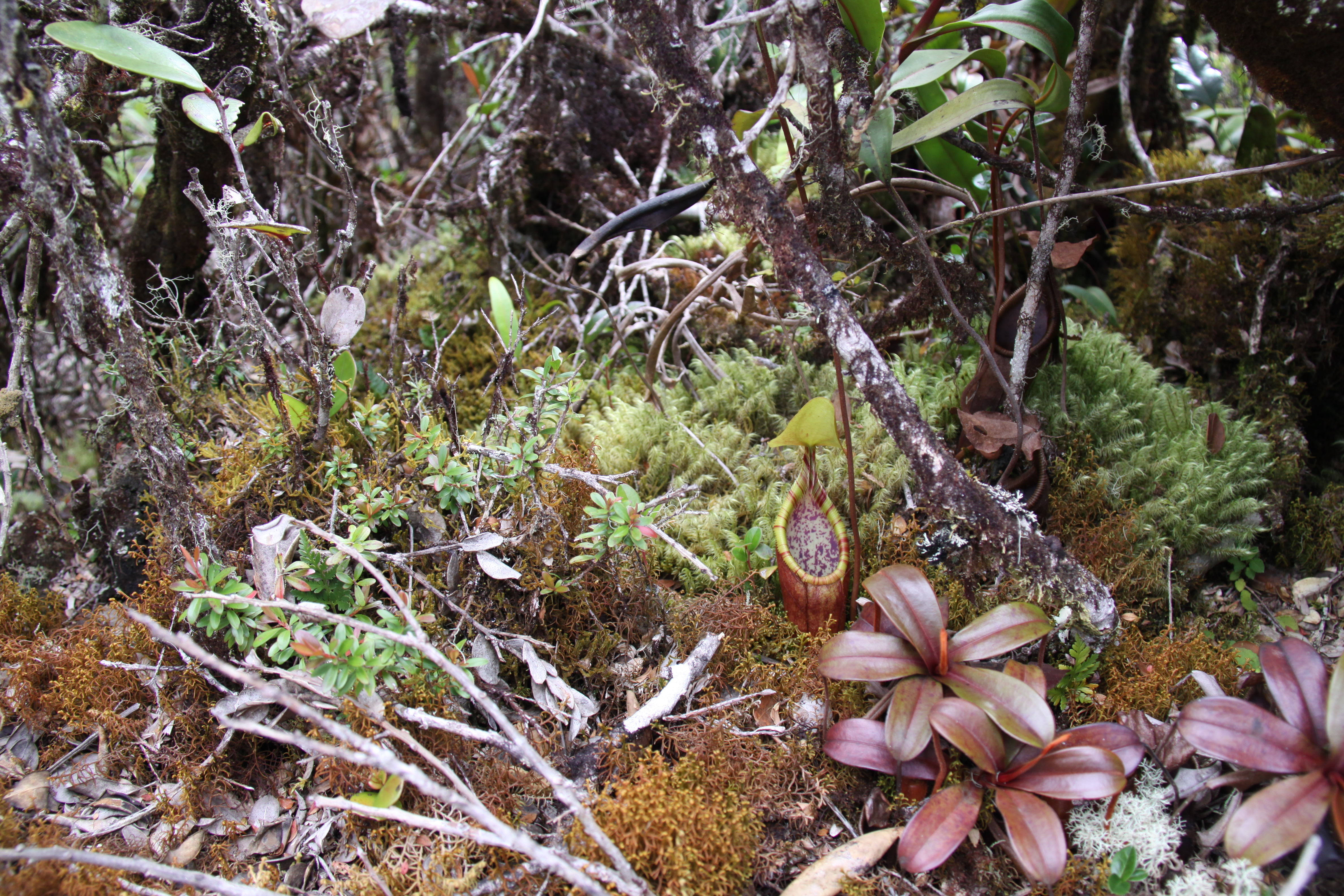